# Con toda el alma (telenovela mexicana)
Con toda el alma es una telenovela mexicana producida por Alejandra Hernández para TV Azteca, siendo emitida entre 1995 y 1996, es la primera telenovela producida de manera oficial por la televisora. La telenovela es una versión de la historia argentina creada por Ligia Lezama, Pasiones, siendo adaptada por Luis Fernando Martínez y Joaquín Guerrero Casasola. Se estrenó a través TV 13 el 17 de julio de 1995 y finalizó el 8 de julio de 1996 siendo reemplazado por Te dejaré de amar.
Está protagonizada por Andrés García y Gabriela Roel, junto con José Alonso, Karen Sentíes, Sonia Furió, Sonia Infante, Juan David Burns y Carlos Cardán en los roles antagónicos.

## Sinopsis
La vida de Daniel Linares no va bien. En primer lugar su abuelo muere y nadie de su familia se molesta en llamarlo. De hecho, él descubre que ha sido sacado por completo de su testamento. Su novia, la actriz Bárbara, está teniendo una aventura con su galán. Y para colmo, su helicóptero se estrella mientras él está en camino para visitar el rancho que su abuelo dejó a su hermano Italo. Después conoce a Milagros, una campesina quien acababa de ser expulsada del rancho de Italo junto con su hermana ciega, su madre y el bebé de su otra hermana que muere en brazos. A pesar de sus propios problemas, Milagros ayuda a Daniel a encontrar su camino a la seguridad. Después ambos se separan, pero pronto se vuelven a encontrarse cuando Milagros trabaja como sirvienta en la casa de la novia de Daniel.

## Reparto
- Andrés García como Daniel Linares
- Gabriela Roel como Milagros Sarmiento
- José Alonso como Ítalo Linares
- Karen Sentíes como Bárbara Montijo
- Mayra Rojas como Antonieta Sarmiento
- Patricia Rivera como Sofía de Linares
- Leonardo García como Luis Linares
- Wendy de los Cobos como Perla Linares
- Juan David Burns como Juan Montijo
- Sonia Furió como Martina de Linares
- Sonia Infante como Lucía Montijo
- Enrique Novi como Rafael Linares
- Carlos Cardán como Santoyo
- Guillermo Quintanilla como Silvio
- Ana Ofelia Murguía como Francisca
- Roberto Mateos
- Gerardo González como Tony
- Edith Kleiman
- Gabriela Canudas
- Claudia Fernández
- Irene Ferreira
- July Furlong como Doctora
- Damián Alcázar